# دیک کونروی
دیک کونروی (انگلیسی: Dick Conroy; ۲۹ ژوئیهٔ ۱۹۲۷ – ۱۹۹۱ (۶۳−۶۴ سال)) بازیکن فوتبال اهل بریتانیا بود.
از باشگاه‌هایی که در آن بازی کرده‌است می‌توان به باشگاه فوتبال برافورد پارک آونیو، باشگاه فوتبال گرنثم تاون، و باشگاه فوتبال برادفورد سیتی اشاره کرد.